# Michael Carøe
Michael Carøe, född 11 oktober 1960, är en dansk skådespelare, sångare, ståuppkomiker tillika TV-programledare.

## Biografi
Carøe växte upp i Brønshøj, Köpenhamn, och i Søborg, nordväst om Köpenhamn. Åren 1981–1984 studerade han vid Statens teaterskole. Under studietiden grundade han 1981 humorgruppen Plat med studiekamraterna Mads Keiser och Peter Kær.
Efter studietiden verkade Carøe under 1980-talet en tid vid Det Kongelige Teater i Köpenhamn samt vid Gladsaxe teater. År 1989 filmdebuterade Carøe i Århus by night. Carøe satte 1998 upp sin första humorföreställning Welcome to my way på Bellevue Teatret i Köpenhamn.
Carøe är gift med den danska skådespelaren Linda Laursen.

## Filmografi (i urval)[3][4]
- 1989 – Århus by night
- 1990 – Bernard och Bianca i Australien (dansk röst)
- 1994 – Frihetens skugga (TV-serie)
- 1998 – Danska Olsenbandet tar hem spelet
- 2002–2003 – Nikolaj och Julie (TV-serie)
- 2002 – Ice Age (dansk röst)
- 2003–2004 – Försvarsadvokaterna (TV-serie)
- 2004–2006 – Örnen (TV-serie)
- 2005–2009 – Klovn (TV-serie)
- 2006 – Ice Age 2: Istiden har aldrig varit hetare (dansk röst)
- 2008 – Sommer (TV-serie)
- 2009 – Ice Age 3: Det våras för dinosaurierna (dansk röst)
- 2009 – Äpplet & Masken (dansk röst)